# 韋雲起
韋雲起（？—626年），京兆万年人，出自京兆韦氏彭城公房。
开始在隋朝为官，劝谏隋文帝抑制朋党。统帅归附隋朝的突厥攻打入侵的契丹，官拜治书侍御史。归附唐朝後，劝谏李渊暂缓讨伐王世充。后来击败突厥入侵，历任遂州都督、益州行台兵部尚书。玄武门之变後，被窦轨所杀。
子韦师实，垂拱初，官至华州刺史、太子少詹事，封扶阳郡公。师实子韦方质。

## 延伸阅读
[在维基数据编辑]
 在维基文库阅读此作者作品
 《舊唐書/卷75》，出自刘昫《舊唐書》
 《新唐書·卷103》，出自《新唐書》